# Ḫattušili I.
Ḫattušili I. († in Kuššara) war ein hethitischer Großkönig im 16. oder späten 17. Jahrhundert v. Chr. Unter seiner Herrschaft gewann das Hethiterreich einen Status, der dem einer Großmacht nahekommt. Allerdings gingen die Eroberungen unter seinen Nachfolgern verloren, da es zu Königsmorden und damit verbundenen Unruhen kam. Des Weiteren nahm er den Titel Labarna an und machte Ḫattuša zur Hauptstadt, die dies, mit kurzen Unterbrechungen, bis zum Ende des hethitischen Reiches blieb.  An der Identität von Labarna und Ḫattušili I. gibt es allerdings Zweifel, möglicherweise war Ḫattušili I. der Nachfolger Labarnas.
In Ḫattuša standen im „Haus der Reinheit“ die Statuen der Könige Ḫattušili I., Tudḫaliya I. und Šuppiluliuma I., denen Brot als Ahnenopfer dargereicht wurde. Eine andere Statue von Ḫattušili I. befand sich im Tempel des Kriegsgottes Zababa in Ḫattuša. Dieser wurde von späteren Königen während des AN.TAḪ.ŠUM-Festes Wein libiert, wobei sie sich vor der Statue verneigten.

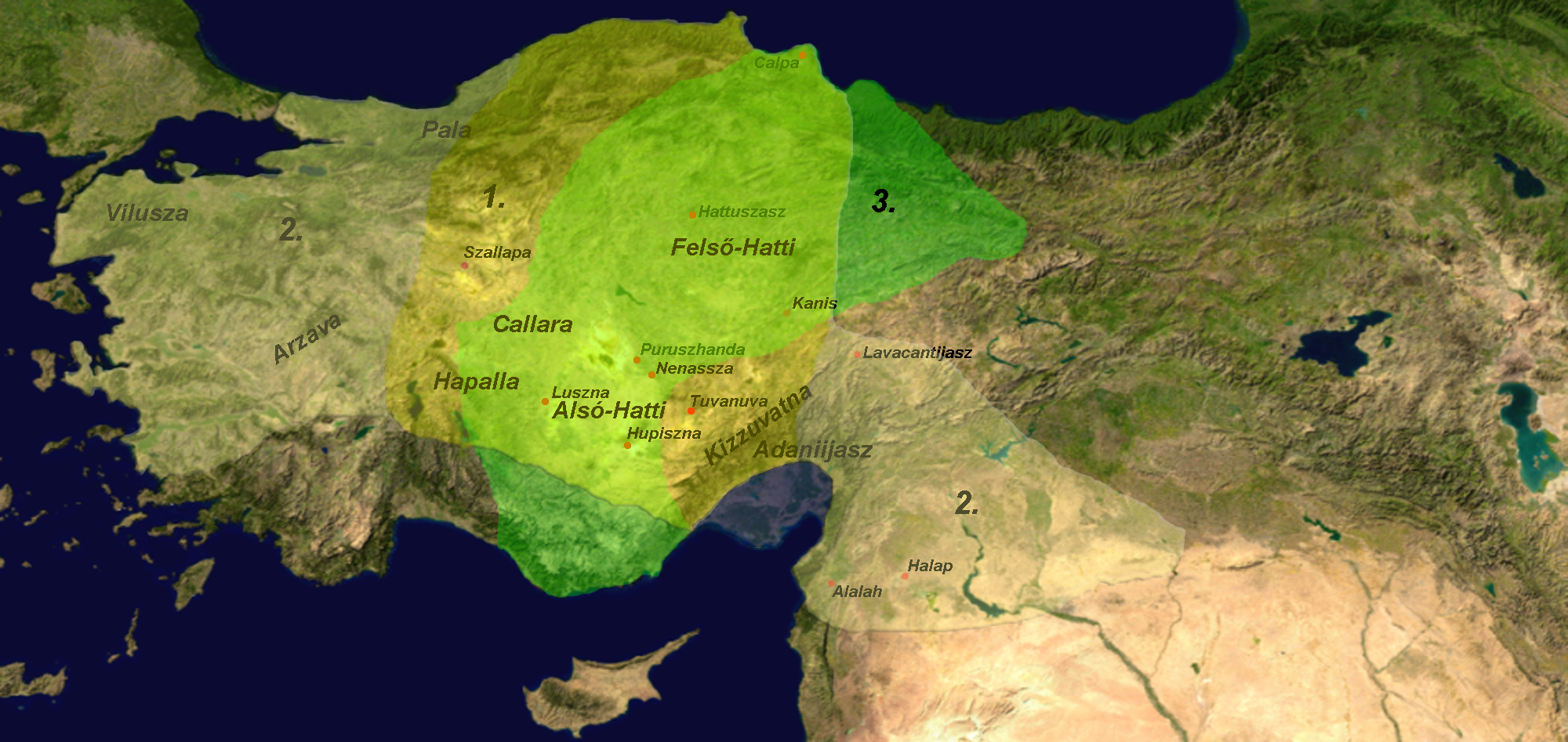
Anatolien während der frühen Hethiter. Legende: 1 = Labarna; 2 = I. Hattusilis; 3 = Gebiet während der Regierungszeit von Telipinus

## Datierung
| Ultra-kurze Chronologie   | Kurze Chronologie         | Mittlere Chronologie      |
| ------------------------- | ------------------------- | ------------------------- |
| 1533 v. Chr.–1508 v. Chr. | 1565 v. Chr.–1540 v. Chr. | 1629 v. Chr.–1604 v. Chr. |

## Leben

### Herkunft und Feldzüge
Nach einem Annalentext Ḫattušilis war er ein naher Verwandter oder Neffe der Tawananna, der Frau des hethitischen Herrschers Labarna, dessen Identität ungeklärt ist. Ungefähr 1565 v. Chr. (nach Kurzchronologie) wurde er Großkönig und trug, wie alle seine Nachfolger, den Titel Labarna. Er stammte aus Kuššara. Da Ḫattušili kein direkter Nachkomme des Labarna war, sind Unregelmäßigkeiten bei der Thronbesteigung nicht auszuschließen. Allerdings rechnete er sich zur Familie des Pitḫana hinzu. So hat er zu Beginn seiner Kriegszüge die Stadt Šanaḫuitta belagert, welche sich schon gegen seinen Großvater erhoben hatte.
„... marschierte gegen Šanaḫuitta. Er zerstörte es nicht, nur das Land verwüstete er.“
(Auszug aus hethitischer Quelle)
Vermutlich führte dieser Feldzug jedoch zu einer Niederlage, die später beschönigt wurde, da die Stadt bestand und Ḫattušili keine Geschenke aus ihr erhielt, was bei einem Sieg das Wenigste gewesen wäre. Zu beachten ist, dass Ḫattušilis Kriege eher den Charakter von Beutezügen hatten, deren Erfolg auf dem Überraschungsmoment basierte.
Ḫattusili zerstörte auch die Stadt Zalpa, an der Mündung des Maraššanta (Halys) ins Schwarze Meer gelegen, und brachte viele Gaben für die Götter daheim mit.
Ziel seiner nächsten Überfälle im 4. Jahr der Feldzüge war wohl das Reich von Jamchad mit der Hauptstadt Ḫalpa in Syrien, das die Handelswege des Zinns kontrollierte, das vermutlich aus dem Gebiet des heutigen Usbekistan kam. Zinn war für die Bronzeherstellung wichtig. Das Reich von Jamchad war bisher wahrscheinlich keinen Bedrohungen vom Taurus her ausgesetzt gewesen und daher scheint Ḫattusili zunächst kaum auf Gegenwehr gestoßen zu sein. Die in der Nähe des Mittelmeers gelegene Vasallenstadt Ḫalpas, Alalaḫ, die dessen westliche Handelswege kontrollierte, wurde zerstört. Diese Zerstörung scheint archäologisch durch Auffindung von Verwüstungen in Schicht VII dieser Stadt nachgewiesen zu sein. Bevor Truppen aus Ḫalpa zu Hilfe kommen konnten, zog sich Ḫattušili nach Nordosten zurück. Auf dem Weg zerstörte er die Städte Ikakali, Tanšiniya und Waršiwa. Letztere soll nach einem anderen Text schwer zu erobern gewesen sein, weil der Belagerungsring durchlässig war (also Nahrungsbeschaffer und feindliche Spione ungehindert passieren konnten) und sogar der hethitische Rammbock zerstört wurde. Es ist allerdings nicht gesichert, ob es sich um denselben Feldzug handelt.
Ein weiterer Feldzug richtete sich im darauf folgenden Jahr gegen Arzawa im Westen. Das dortige Gebiet bestand aus einer Vielzahl kleiner Königreiche.
„Im folgenden Jahr marschierte ich gegen Arzawa und nahm Rinder und Schafe.“
(Auszug aus hethitischer Quelle)
Unabhängig davon, ob es sich um eine Strafexpedition oder einen Eroberungsfeldzug handelte, ist die Tatsache, dass in zitierten Annalen nur von Rindern und Schafen gesprochen wird, ein Hinweis auf einen eventuellen Misserfolg. Hätte er mehr erobert, hätte er es sicherlich auch angegeben.
Dieser Misserfolg ist darauf zurückzuführen, dass sich das Reich von Ḫalpa mit den Hurritern (dem späteren Reich Mitanni) verbündete und gemeinsam ein Heer nach dem hethitischen Kernland entsandten. Wohl als Reaktion hierauf fielen auch die anatolischen Fürsten von Ḫattušili ab, sodass dieser einige Monate mit dem Kampf gegen die Hurriter verbrachte, ehe sie abzogen und der Großteil der abgefallenen Vasallen sich wieder unterwarf. Die Stadt Ulma (oder Ullamma), die ihm die Oberherrschaft verweigerte, wurde zerstört und ihr Wiederaufbau verboten. Sanahuitte hielt ein ganzes Jahr stand, wurde aber schließlich auch erobert.
Bei seinen folgenden militärischen Unternehmungen scheint Ḫattušili verstärkt auch auf Diplomatie zurückgegriffen haben. So ist ein in Akkadisch abgefasster Brief Ḫattušilis an einen gewissen Tunip-Teššup, den Fürsten der Stadt Tikunani, bekannt, in dem er diesen dazu bewegen will, einen gemeinsamen Kriegszug gegen dessen Nachbarn zu unternehmen und die Beute zu teilen.
Ein weiterer Feldzug nach Syrien folgte, wohl, weil nun Ḫalpa im Fokus der Feldzüge Ḫattušilis stand. Zaruna wurde zerstört und Ḫaššuwa nach Überquerung des Flusses Puruna, trotz der Hilfe Ḫalpas gegen die Hethiter, erobert. Dasselbe Schicksal widerfuhr Zippašna und Ḫaḫḫa. Die Herrscher von Ḫaḫḫa und Ḫaššuwa wurden vor einen Ochsenkarren gespannt und es wurde große Beute gemacht:
„... zweimal zwei Wagen waren mit Silber beladen.“
(Auszug aus hethitischer Quelle)
Die meisten der besagten Städte sind noch nicht genau lokalisiert. Sicher ist aber, dass sich Ḫattušili über das Taurusgebirge nach Osten wandte und anschließend den Euphrat im Süden überquerte. Diese Tat hob er besonders hervor, da sie zuletzt dem 500 Jahre zuvor herrschenden Sargon von Akkad geglückt war, dessen Reich eine ähnlich große Ausdehnung hatte wie das Ḫattušilis.

### Verlegung der Residenz nach Ḫattuša und Tod
Ḫattušili (übersetzt: „der von Ḫattuša“) verlegte die Hauptstadt von Kuššara nach Ḫattuša, wobei weder der genaue Zeitpunkt noch der Grund des Umzugs noch der Aufbau Ḫattušas vor dem Zeitpunkt des Umzugs bekannt ist. Ḫattuša blieb, mit kurzen Unterbrechungen, bis zum Ende der Hethiterherrschaft Hauptstadt.
In seinen letzten Jahren berief er den Panku (eine Art Adeligenversammlung oder Hofrat) ein, auf dem über die Nachfolge entschieden werden sollte. Nachdem zwei seiner als Statthalter eingesetzten Söhne sowie seine Tochter in der Hauptstadt rebelliert hatten, sah er nach deren Niederlage zuerst seinen Neffen als Nachfolger vor. Dieser erregte jedoch bald sein Missfallen und wurde verbannt. Schließlich wurde sein Enkel Muršili, dem er im bereits oben erwähnten Text den Rat gab, sich an die Anweisungen des Panku zu halten, solange er minderjährig sei, Thronfolger. Dieser Text ist sprachlich reich an stilistischen Mitteln wie wörtlicher Rede und Metaphern. Kern des Schriftstücks ist die Einsetzung Muršilis als Nachfolger.
„[In meiner Familie] ist bis jetzt keiner meinem Willen gefolgt. [Du bist me]in [Sohn,] Muršili! Folge Du ihm. Achte [des Vaters Wo]rt. [...] Und Ḫattuša wird aufrecht dastehen und mein Land wird dann [in Frie]den sein. Wenn Ihr aber das Wort des Königs nicht achtet, werdet Ihr nicht [lange] leben und zugrunde gehen.“
Ḫattušili starb in Kuššara.